# Dimitsana

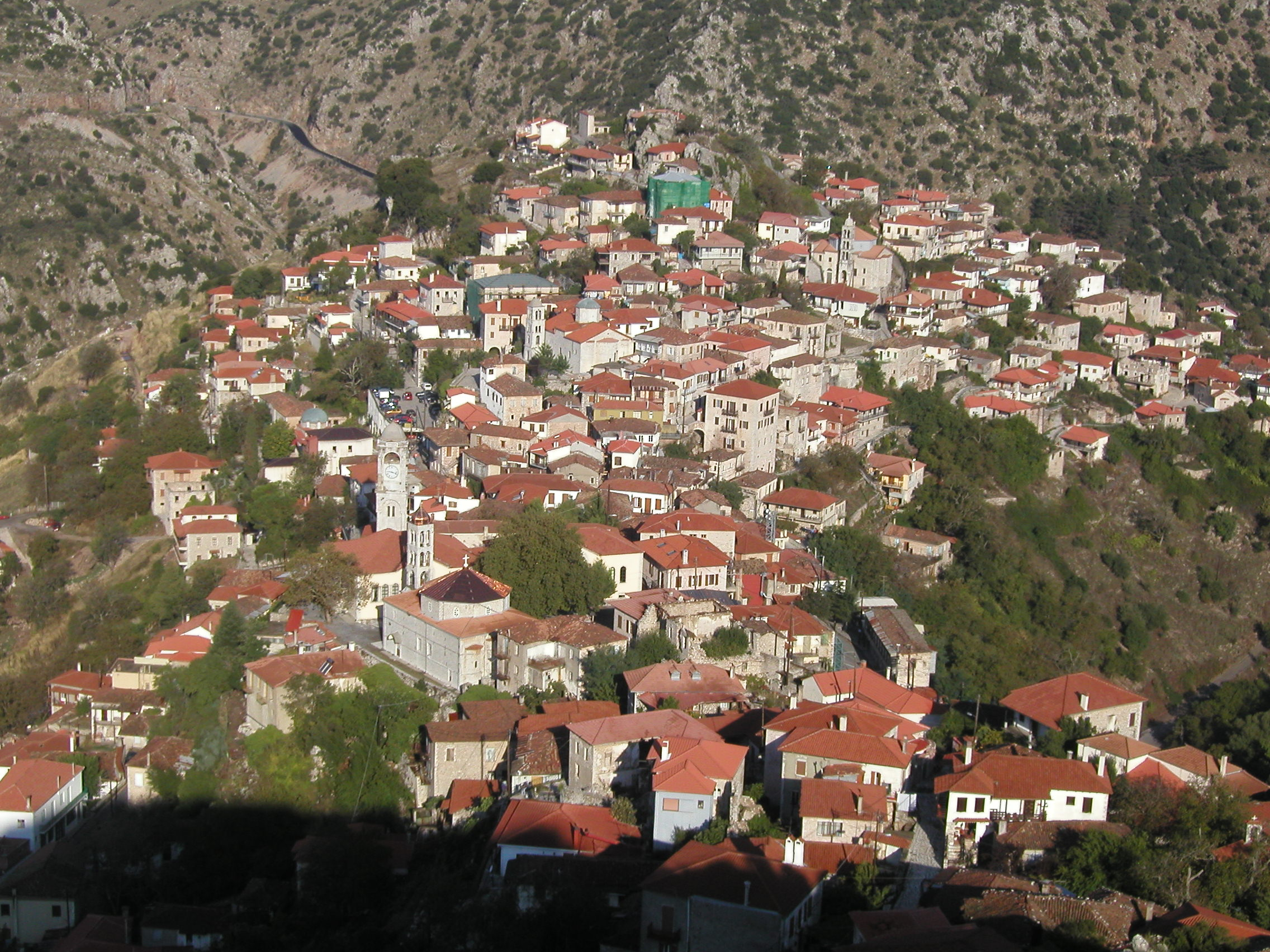
Dimitsana

Dimitsana (griechisch Δημητσάνα (f. sg.)) ist ein Dorf im Hochland von Arkadien am Peloponnes in Griechenland mit rund 400 Einwohnern.
1992–2010 bildete es mit einigen Nachbarorten die Gemeinde Dimitsana. Diese Gemeinde wurde zum 1. Januar 2011 mit sieben weiteren der Umgebung zur Gemeinde Gortynia fusioniert, deren Verwaltungssitz Dimitsana im gleichnamigen Gemeindebezirk stellt.

## Geografie
Dimitsana liegt zwischen 960 und 1080 m Seehöhe im Bergland Arkadiens, oberhalb der Lousios-Schlucht. Die Ortschaft ist auf einem Sattel gelegen, über den man von der Hochebene von Megalopoli in den nördlichen Peloponnes gelangt. Durch die Höhenlage wird es im Sommer nicht so heiß, die Ortschaft und die Umgebung ist daher ein beliebtes Reiseziel für griechische Touristen.

## Geschichte
Dimitsana steht auf den Ruinen des antiken Tefthis, das bereits bei Dokumenten über den Trojanischen Krieg erwähnt wurde. Dimitsana wurde zum ersten Mal im Jahr 967 urkundlich erwähnt. Auch beim Freiheitskampf im Jahre 1821 gegen das Osmanische Reich spielte die Dimitsana eine Rolle, da es in seiner Mühle, die heute ein Museum ist, auch das für die Schusswaffen benötigte Schwarzpulver für die Freiheitskämpfer herstellte. So soll Theodoros Kolokotronis, einer ihrer Anführer, gesagt haben: "Schwarzpulver hatten wir, das hat Dimitsana hergestellt (Μπαρούτι είχαμε, έκαμνε η Δημιτζάνα)."

## Sehenswürdigkeiten
In Dimitsana gibt es ein Freilichtmuseum über die Nutzung von Wasserkraft (Υπαίθριο Μουσείο Υδροκίνησης Δημητσάνας), ein Museum sakraler Kunst und eine Bibliothek (Δημόσια Βιβλιοθήκη - Μουσείο Ελληνικής Σχολής Δημητσάνας) mit Schriften aus dem 14. Jahrhundert. Die Lage der Ortschaft selbst ist ebenfalls ein Anziehungspunkt. Auch die Lousios-Schlucht mit Wanderwegen zu den Felsenklöstern Prodromou und Philosophou zählt zu den Attraktionen.